# Serapista rufipes
Serapista rufipes är en biart som först beskrevs av Heinrich Friese 1904.  Serapista rufipes ingår i släktet Serapista och familjen buksamlarbin. Inga underarter finns listade i Catalogue of Life.